# Ku70
Ku70 es una proteína codificada en humanos por el gen XRCC6. Ku70, junto con Ku80, conforman un heterodímero denominado proteína Ku, que se une a los extremos de la doble hebra de ADN que ha sufrido un corte, y es requerida para el proceso de recombinación no homóloga durante la reparación del ADN. También es necesaria en el proceso de recombinación V(D)J, que logra incrementar la diversidad antigénica en el sistema inmune de mamíferos utilizando el proceso de recombinación no homóloga.
Además de su papel en el proceso de recombinación no homóloga, Ku también es requerida para el mantenimiento del tamaño del telómero y el silenciamiento de genes subteloméricos.
Ku fue identificada originalmente en pacientes con lupus eritematoso sistémico, en los cuales, tras ser sometidos a análisis, se encontraron elevados niveles de auto-anticuerpos contra esta proteína.
Históricamente, Ku70 ha sido referido bajo diversos nombres, tal y como se muestra a continuación:
- Lupus Ku autoantigen protein p70.
- ATP-dependent DNA helicase 2 subunit 1.
- X-ray repair complementing defective repair in Chinese hamster cells 6.
- X-ray repair cross-complementing 6 (XRCC6).

## Interacciones
La proteína Ku70 ha demostrado ser capaz de interaccionar con:
- GCN5L2[3]
- PTTG1[4]
- HOXC4[5]
- CHEK1[6]
- WRN[7][8]
- RPA2[9]
- CBX5[10]
- CREBBP[3]
- NCF4[11]
- MRE11A[12]
- NCOA6[13][14]
- Ku80[15][3][16][17][18]
- TERF2[18]
- VAV1[19]
- TERT[20]
- PCNA[21][22]